# Verlag für Schriftkunde und Schriftunterricht

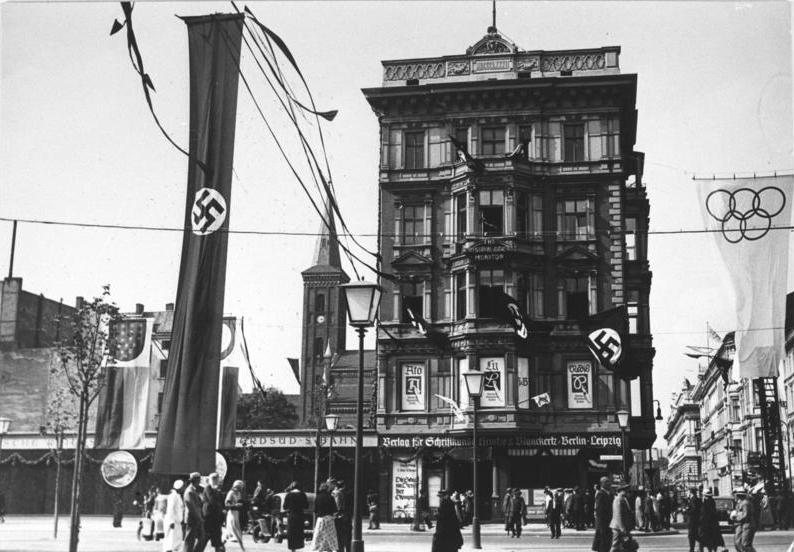
Das Verlagsgebäude in Berlin (während der Olympiade 1936)

Der Verlag für Schriftkunde und Schriftunterricht war ein hauseigener Verlag der Firma Heintze & Blanckertz in Berlin.
Der Verlag wurde am Anfang der 1920er Jahre von Rudolf Blanckertz, dem Sohn des Firmengründers Heinrich Siegmund Blanckertz, in der Georgenkirchstraße 44 gegründet (ab 1924 nachweisbar). Rudolf Blanckerts, der ab 1908 die Firma leitete, war ein leidenschaftlicher Sammler und Schriftenforscher und hatte 1898 bereits das Schriftmuseum gegründet. Der Verlag hatte seinen Sitz in Berlin und Leipzig, später auch in Köln und München. Ab 1927 wurde vom Verlag die Designzeitschrift „Die zeitgemäße Schrift – Zeitschrift für Schrift- und Formgestaltung“ herausgegeben.
Der Verlag pflegte Kontakte zu zeitgenössischen Gestaltern wie Rudolf Koch und Edward Johnston, die ihre Veröffentlichungen dem Verlag anvertrauten. Der Ingenieur Klaus Blanckertz (1897–1981), Sohn von Rudolf Blanckertz, war nach dem Tod seines Vaters ab 1935 Hauptschriftleiter. 1945 ging er nach Scharbeutz und gründete dort 1949, als die Firma Heintze & Blanckertz in Berlin enteignet wurde, als Nachfolgeeinrichtung den Klaus Blanckertz Verlag, der bis zu seinem Tod 1981 bestand.

## Editionen (Auswahl)
- Rudolf Blanckertz (Hrsg.): Das Schriftmuseum, 1926
- Franz Leberecht: Neue Wege des Schreibunterrichts, 1926
- Fritz Wuttke: Vom Punkt zum Entwurf. Die Farbenwelt in Federzügen, 1926
- Friedrich Melchior: Neugestaltung des Schreibunterrichtes nach Sütterlin, 1927
- Fritz Wuttke: Der Linolschnitt. Eine praktische Anleitung, 1927
- Rudolf Koch: Die Offenbacher Schrift. Eine Anweisung zum Schreiben einer deutschen und einer lateinischen Schrift, 1928
- Wilhelm Krause: Beschriftung im Schaufenster, 1928
- Wilhelm Krause: Mit Quellstift und Feder, 1928
- Ernst Kunzfeld: Der Papierschnitt. Eine praktische Anleitung, 1929
- Hermann Delitzsch: Umgang mit Buchstaben. Lehrbuch des künstlerischen Schreibens, 1933
- Hiero Rhode: Gotisch, Ein Lehrgang, 1937
- Alfred Pasucha: Neuzeitlicher Schriftlehrgang – Wolfgang Fugger, eine deutsche Schrift, 1938
- Monographien künstlerischer Schrift:
  - Band 1: Anna Simons, Eberhard Hölscher: Edward Johnston und die englische Schriftkunst, 1938
  - Band 2: Eberhard Hölscher und Rudolf Blanckertz: Anna Simons, 1938
  - Band 3: Georg Scheja und Eberhard Hölscher: Die Schrift in der Baukunst, um 1938
  - Band 4: Fritz Hellwag: Johannes Boehland. Eine Monographie, 1938
  - Band 5: Eberhard Hölscher: Rudolf von Larisch und seine Schule, 1938
  - Band 6: Wilhelm H. Lange: Rudolf Koch – ein deutscher Schreibmeister, um 1942
  - Band 7: Wilhelm H. Lange: Otto Hupp. Das Werk eines Deutschen Meisters, 1940
  - Band 8: Eberhard Hölscher: Der Schrift- und Buchkünstler Emil Rudolf Weiß, 1941
  - Band 9: Ernst Kühnel: Islamische Schriftkunst, 1942
  - Band 10: Eberhard Hölscher: Emil Preetorius, 1943
  - Band 11: Hermann Zapf: William Morris. Sein Leben und Werk in der Geschichte der Buch- und Schriftkunst, 1949 im Klaus Blanckertz Verlag